# 西水縣
西水縣，後周設置的縣，漢閬中縣地。梁置掌夫城掌天郡，西魏改曰金遷郡，後周改為西水縣，開皇初郡廢，屬巴西郡。
唐武德元年，改巴西郡為隆州，領閬中縣、南部縣、蒼溪縣、南充縣、相如縣、西水縣、晉城縣、奉國縣、儀隴縣、大寅縣十縣。
宋代仍屬閬州，熙寧四年，省晉安縣為鎮入。
元併入南部縣。